# Ornel Gega
Pas d'image ? Cliquez ici

a Compétitions nationales et continentales officielles uniquement.

b Matchs officiels uniquement.
Dernière mise à jour le 3 juin 2020.
Ornel Gega, né le 24 mars 1990, est un joueur international italien de rugby à XV né en Albanie.  Il évolue comme talonneur et joue pour le Benetton Trévise en Pro12 depuis 2015.

## Carrière

### En club
- 2010-2013 : Petrarca Rugby Padoue
- 2013-2015 : Mogliano
- Depuis 2015 : Benetton Trévise

### En équipe nationale
Il a honoré sa première cape internationale en équipe d'Italie le 6 février 2016 à Paris par une défaite 23-21 contre la France. Lors de son premier match international, il devient le premier joueur albanais de naissance à avoir jamais joué dans un tournoi international majeur de rugby à XV.

## Statistiques en équipe nationale
Au 28 mars 2017, Ornel Gega compte 12 sélections, depuis sa première sélection le 6 février 2016 face à la France. Il inscrit 15 points, 3 essais.